# Манспак
Манспак (фр. Manspach) — коммуна на северо-востоке Франции в регионе Гранд-Эст (бывший Эльзас — Шампань — Арденны — Лотарингия), департамент Верхний Рейн, округ Альткирш, кантон Мазво. До марта 2015 года коммуна административно входила в состав упразднённого кантона Данмари (округ Альткирш).
Площадь коммуны — 5,33 км², население — 514 человек (2006) с тенденцией к росту: 556 человек (2012), плотность населения — 104,3 чел/км².

## Население
Численность населения коммуны в 2011 году составляла 551 человек, а в 2012 году — 556 человек.
| 1962 | 1968 | 1975 | 1982 | 1990 | 1999 | 2004 | 2006 | 2008 | 2009 | 2011 | 2012 |
| ---- | ---- | ---- | ---- | ---- | ---- | ---- | ---- | ---- | ---- | ---- | ---- |
| 329  | 327  | 401  | 401  | 424  | 499  | 525  | 514  | 541  | 555  | 551  | 556  |

Динамика населения:

## Экономика
В 2010 году из 362 человек трудоспособного возраста (от 15 до 64 лет) 269 были экономически активными, 93 — неактивными (показатель активности 74,3 %, в 1999 году — 72,0 %). Из 269 активных трудоспособных жителей работало 243 человека (142 мужчины и 101 женщина), 26 числились безработными (7 мужчин и 19 женщин). Среди 93 трудоспособных неактивных граждан 26 были учениками либо студентами, 39 — пенсионерами, а ещё 28 — были неактивны в силу других причин.
На протяжении 2011 года в коммуне числилось 233 облагаемых налогом домохозяйства, в которых проживало 539,5 человек. При этом медиана доходов составила 21447 евро на одного налогоплательщика.

## Достопримечательности (фотогалерея)

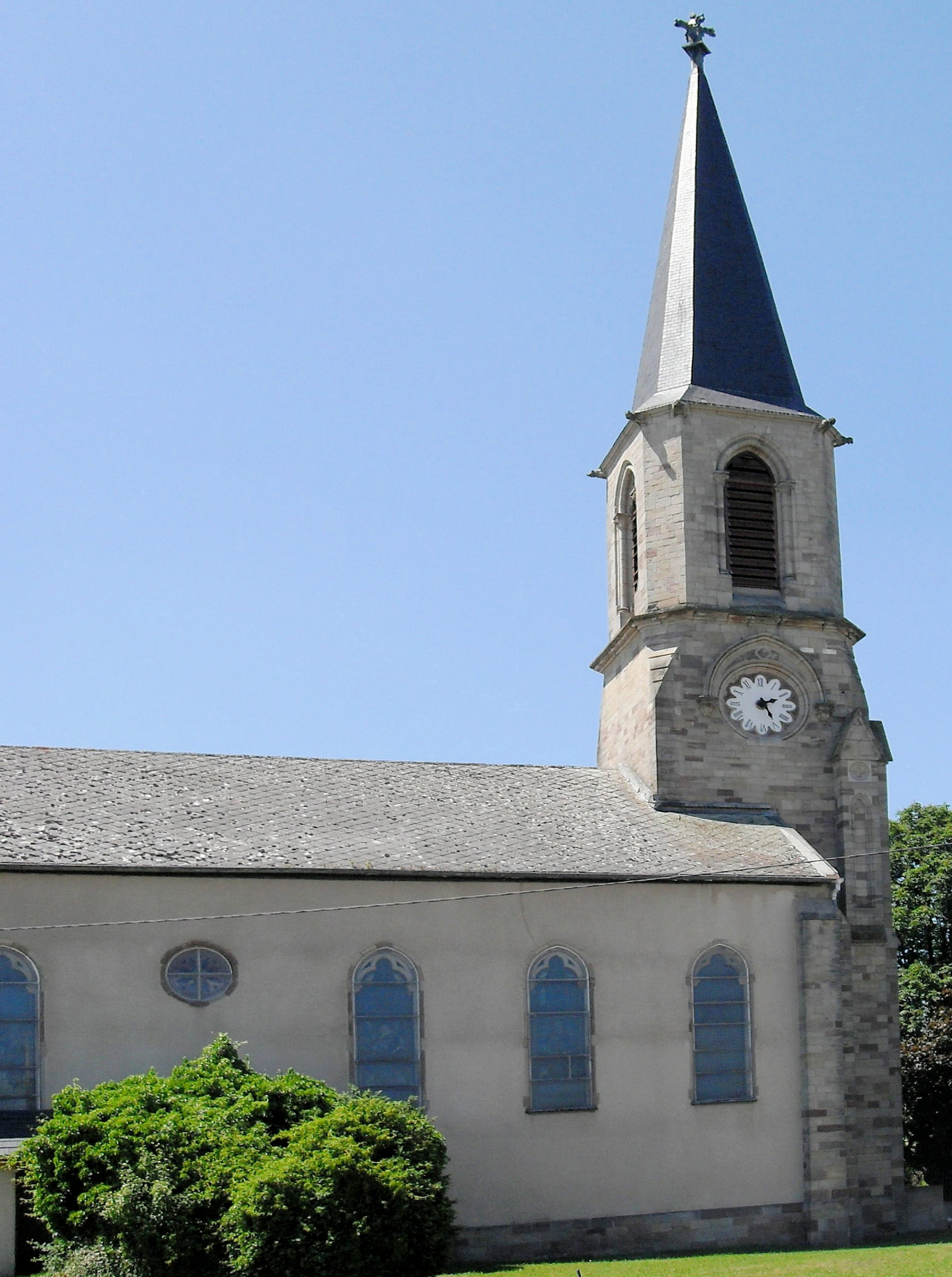
Церковь